# 右尾祐佑
右尾 祐佑（みぎお ゆうすけ、6月24日 - ）は、東京演芸協会に所属する漫談家。主に三味線放談を得意とする。身長170cm、体重55kg。特技は、三味線（東雲流名取「東雲初」、将棋アマ四段 允許。

## 人物
京都府出身。1984年5月同じ事務所の（ケーエープロダクション）好田タクトとアルト・タクトを結成。1986年、松竹芸能に移籍し小宅雅司と共にベジタブルを結成し、テレビ朝日系ザ・テレビ演芸にて5週勝ち抜きチャンピオンになる。1987年、ABC新人お笑いグランプリ新人賞を受賞。

### 著書
1997年5月『もうひとつの上⽅演芸 〜吉本以外のタレント名鑑〜』（たちばな出版）

### 現在の番組
ミギオの♭♯に FMうらやす